# 5. Infanterie-Division (Wehrmacht)
Die 5. Infanterie-Division war ein Großverband der Reichswehr und der Wehrmacht.

## 5. Infanterie-Division

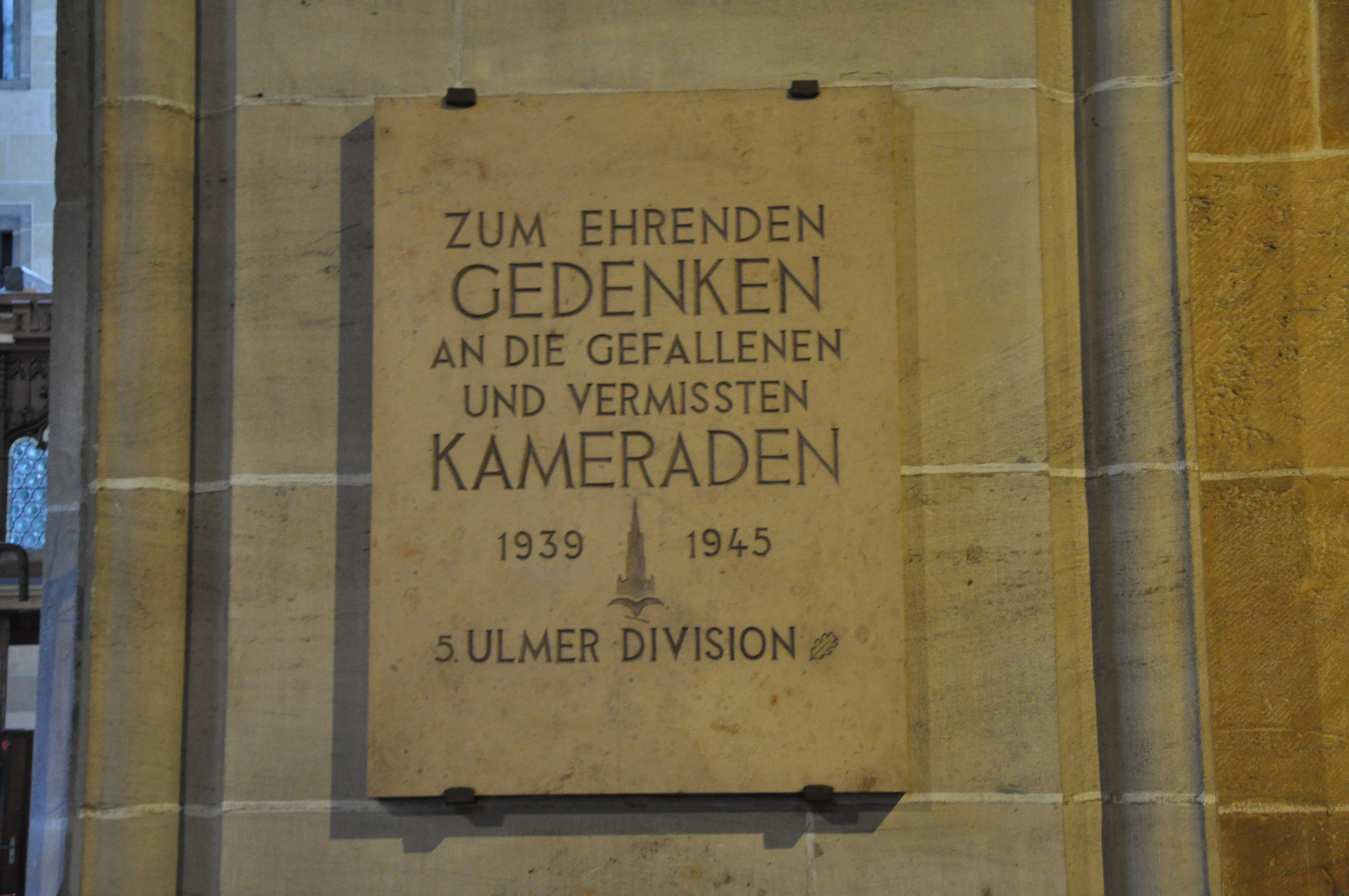
Gedenktafel im Ulmer Münster

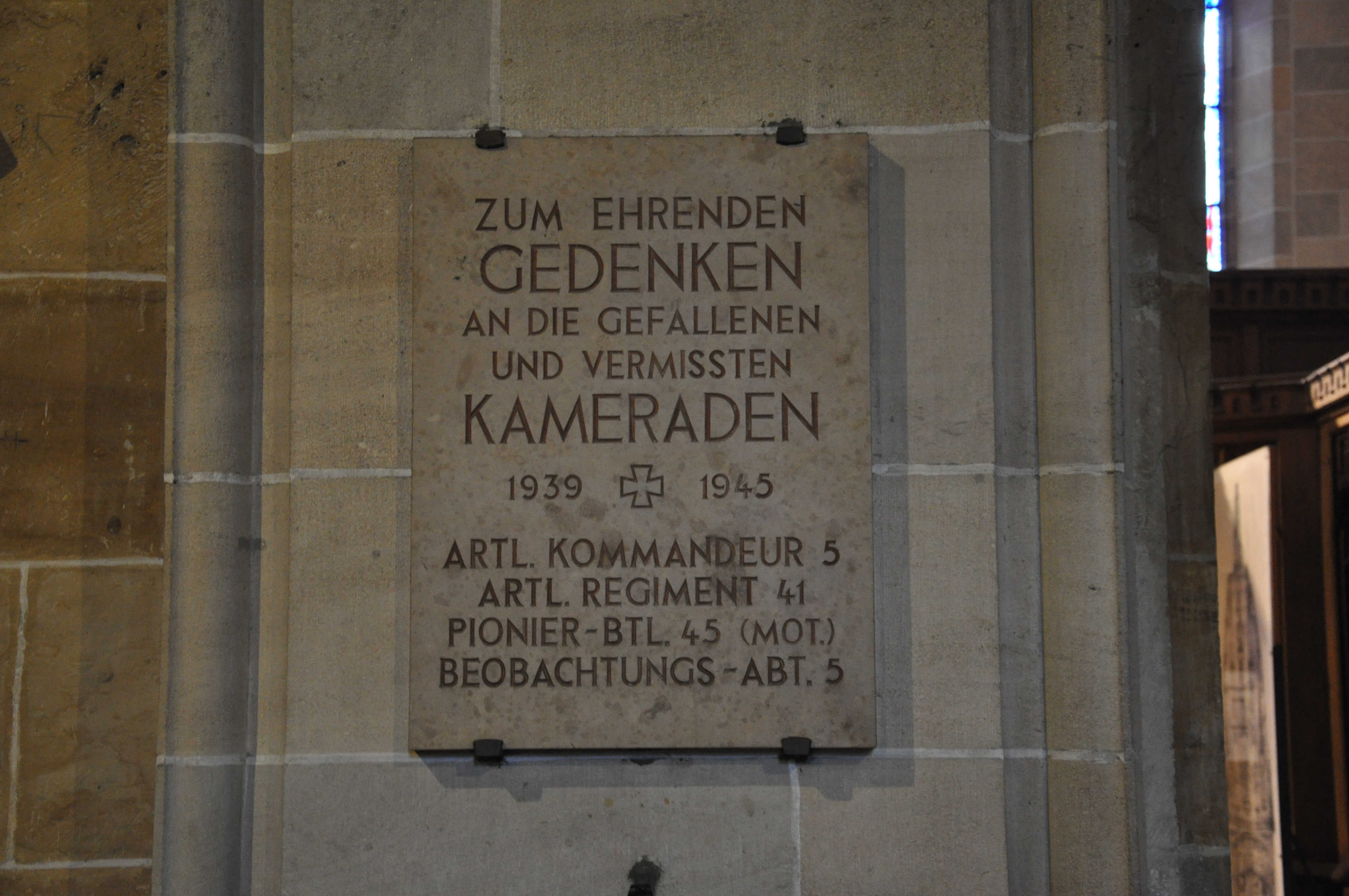
Gedenktafel im Ulmer Münster

### Aufstellung
Die Division wurde im Zuge der Vergrößerung der Reichswehr im Oktober 1934 aufgestellt mit der Tarnbezeichnung Kommandant von Ulm und am 15. Oktober 1935 umbenannt in 5. Infanterie-Division. Der Divisionsstab wurde aus dem Stab des bisherigen Infanterie-Führer V gebildet.
- Infanterie-Regiment 14 in Konstanz mit I.–III. Bataillon (vorher Infanterie-Regiment Konstanz)
- Infanterie-Regiment 56 in Ulm mit I.–III. Bataillon (aufgestellt am 15. Oktober 1939)
- Artillerie-Regiment 5 in Ulm mit I.–III. Abteilung (vorher 5. Artillerie-Regiment)
- Pionier-Bataillon 5 in Ulm (vorher 5. (Württ.) Pionier-Bataillon)

Am 15. Oktober 1935 wurde die Infanterie-Divisions-Nachrichten-Abteilung 5 in Ulm aufgestellt.
Friedensstandort des Divisionskommandos war Ulm. Die Truppenteile der Division waren in Württemberg und Baden stationiert. Die Division unterstand im Frieden dem V. Armeekorps in Stuttgart.

### Einsatz
Die Division wurde am 25. August 1939 mobilgemacht, als Division der 1. Aufstellungswelle. Zu den bereits unterstellten Truppenteilen kamen dabei hinzu:
- I. Abteilung des Artillerie-Regiments 41,
- die Divisionseinheiten 5.

1939–1940

### Westwall
Die Division nahm nicht am Angriffskrieg gegen Polen teil, sondern wurde Ende August an den Westwall verlegt; Teile der Division befanden sich zu diesem Zeitpunkt bereits am Oberrhein im Manöver.

### Westfeldzug
Anschließend nahm die Division 1940 im Verbund der 2. Armee am Westfeldzug teil.

### Besatzungstruppe Frankreich
Bis März 1941 verblieb die Division als Besatzungstruppe in Frankreich.

### Unternehmen Barbarossa
Im April 1941 verlegte die Division nach Ostpreußen und nahm ab 22. Juni im Abschnitt der 9. Armee am Angriff auf die Sowjetunion teil.
Sie drang beim Unternehmen Taifun im Verband der Panzergruppe 3 auf Wjasma vor, wurde dann nach starken Verlusten zur Auffrischung für zwei Monate nach Frankreich verlegt,

## 5. leichte Infanterie-Division

### Aufstellung durch Umgliederung
Die Division wurde nach starken Verlusten im Osten am 1. Dezember 1941 im Raum Moulin/Frankreich verlegt. Hier erfolgte durch die Ausrüstung für den Einsatz im Mittelgebirge die Umgliederung zur 5. leichte Infanterie-Division.

### Demjansk
Im Januar 1942 gelangte die 5. leichte Division erneut an die Ostfront, wo sie am Unternehmen Brückenschlag zur Befreiung der im Kessel von Demjansk eingeschlossenen deutschen Truppen teilnahm.

## 5. Jäger-Division

### Aufstellung durch Umgliederung
Im Juli 1942, zu diesem Zeitpunkt kämpfte die Division südlich des Ilmensees, wurde die Division am 6. Juli 1942 zur Jäger-Division umgebildet und in 5. Jäger-Division umbenannt.
Danach bis Ende 1943 besetzte der Verband Stellungen im Raum Staraja Russa.
Anfang 1944 wurde die Division in den Raum Witebsk verlegt. Im März 1944 trat die Division im Verbund des LVI. Panzer-Korps unter General Hoßbach mit der 5. Panzer-Division und der 131. Infanterie-Division zum Entsatzangriff auf Kowel an. Es folgten schwere Abwehrkämpfe im Raum um Kowel und im Pripjet-Gebiet sowie Rückzugskämpfe über den Bug und den Narew auf die ostpreußische Grenze.

### 1945
1945 kam es zu Abwehrkämpfen in Ostpreußen und Rückzugskämpfen auf die Weichsel und die Oder. Nach der Schlacht um die Seelower Höhen folgte der Rückzug bis zur Elbe. Die Division, ihr letzter Gefechtsstand lag bei Schivelbein bei Dramburg, wurde am 2. Mai in der Nähe von Wittenberge zersprengt.

### Kapitulation
Nachrichten- und Aufklärungsabteilung setzten über die Elbe und gingen in amerikanische Gefangenschaft. Nachdem am 1. Mai 1945 ein Durchbruchsversuch der restlichen Teile auf Wittenberge zum Absetzen in Richtung Elbe scheiterte, ergaben sich die verbliebenen Truppen in der Nacht zum 3. Mai im amerikanischen Brückenkopf an der Elbe bei Lenzen nördlich Wittenberge den Amerikanern.
Unterstellung und Einsatzräume
| Datum          | Korps   | Armee          | Heeresgruppe | Einsatzraum           |
| -------------- | ------- | -------------- | ------------ | --------------------- |
| September 1939 | XII.    | 7. Armee       | C            | Oberrhein             |
| November 1939  | XVIII.  | 12. Armee      | A            | Eifel                 |
| Juni 1940      | VI.     | 2. Armee       | A            | Aisne, Loire          |
| Juli 1940      | XXVII.  | 12. Armee      | C            | Frankreich            |
| August 1940    | XVIII.  | 12. Armee      | C            | Frankreich            |
| September 1940 | XVIII.  | 1. Armee       | C            | Frankreich            |
| November 1940  | LX.     | 1. Armee       | D            | Besançon              |
| April 1941     | VI.     | 18. Armee      | B            | Neidenburg/Ostpreußen |
| Mai 1941       | V.      | 9. Armee       | B            | Neidenburg/Ostpreußen |
| Juni 1941      | V.      | 9. Armee       | Mitte        | Wjasma                |
| Oktober 1941   | V.      | Panzergruppe 3 | Mitte        | Wjasma                |
| Dezember 1941  | VIII.   | 1. Armee       | D            | Nevres                |
| Februar 1942   | X.      | 16. Armee      | Nord         | Staraja Russa         |
| April 1943     | Reserve | 16. Armee      | Nord         | Staraja Russa         |
| Juni 1943      | X.      | 16. Armee      | Nord         | Staraja Russa         |
| August 1943    | VIII.   | 16. Armee      | Nord         | Staraja Russa         |
| Dezember 1943  | X.      | 16. Armee      | Nord         | Staraja Russa         |
| Dezember 1943  | IX.     | 3. Panzerarmee | Mitte        | Witebsk               |
| April 1944     | LVI.    | 2. Panzerarmee | Mitte        | Kowel                 |
| April 1944     | VIII.   | 2. Panzerarmee | Mitte        | Kowel                 |
| Mai 1944       | VIII.   | 2. Armee       | Mitte        | Narew                 |
| Juli 1944      | VIII.   | 4. Panzerarmee | Mitte        | Narew                 |
| August 1944    | XX.     | 2. Armee       | Mitte        | Narew                 |
| November 1944  | XXIII.  | 2. Armee       | Mitte        | Narew                 |
| Februar 1945   | X. SS   | 11. Armee      | Weichsel     | Neustettin            |
| März 1945      | X. SS   | 3. Panzerarmee | Weichsel     | Dramburg              |
| April 1945     | CI.     | 9. Armee       | Weichsel     | Dramburg              |

## Organisation

### Unterstellte Truppenteile
1936
- Am 15. Oktober wurde das Infanterie-Regiment 75 in Freiburg mit I.–III. Bataillon aufgestellt aus den
- Ergänzungs-Bataillon[A 3] Infanterie-Regiment 14 in Weingarten, wurde bei der Mobilmachung 1939 das I. Bataillon des Infanterie-Regiments 460 (260. Infanterie-Division)
- Ergänzungs-Bataillon Infanterie-Regiment 56 in Weinsberg, später Biberach, wurde bei der Mobilmachung 1939 das II. Bataillon des Infanterie-Regiments 460
- Ergänzungs-Bataillon Infanterie-Regiment 75
- Ergänzungs-Bataillon Artillerie-Regiment 5
- MG-Bataillon[A 4] 35 in Horb, bisher MG-Bataillon 4 des V. Armee-Korps, wurde der Division unterstellt

1939
Division der 1. Welle. Eine Infanterie-Division der 1. Welle hatte einen Soll-Bestand von 534 Offizieren, 2701 Unteroffizieren, 14.397 Soldaten und 102 Beamten.
Siehe auch: Gliederung einer Infanterie-Division.

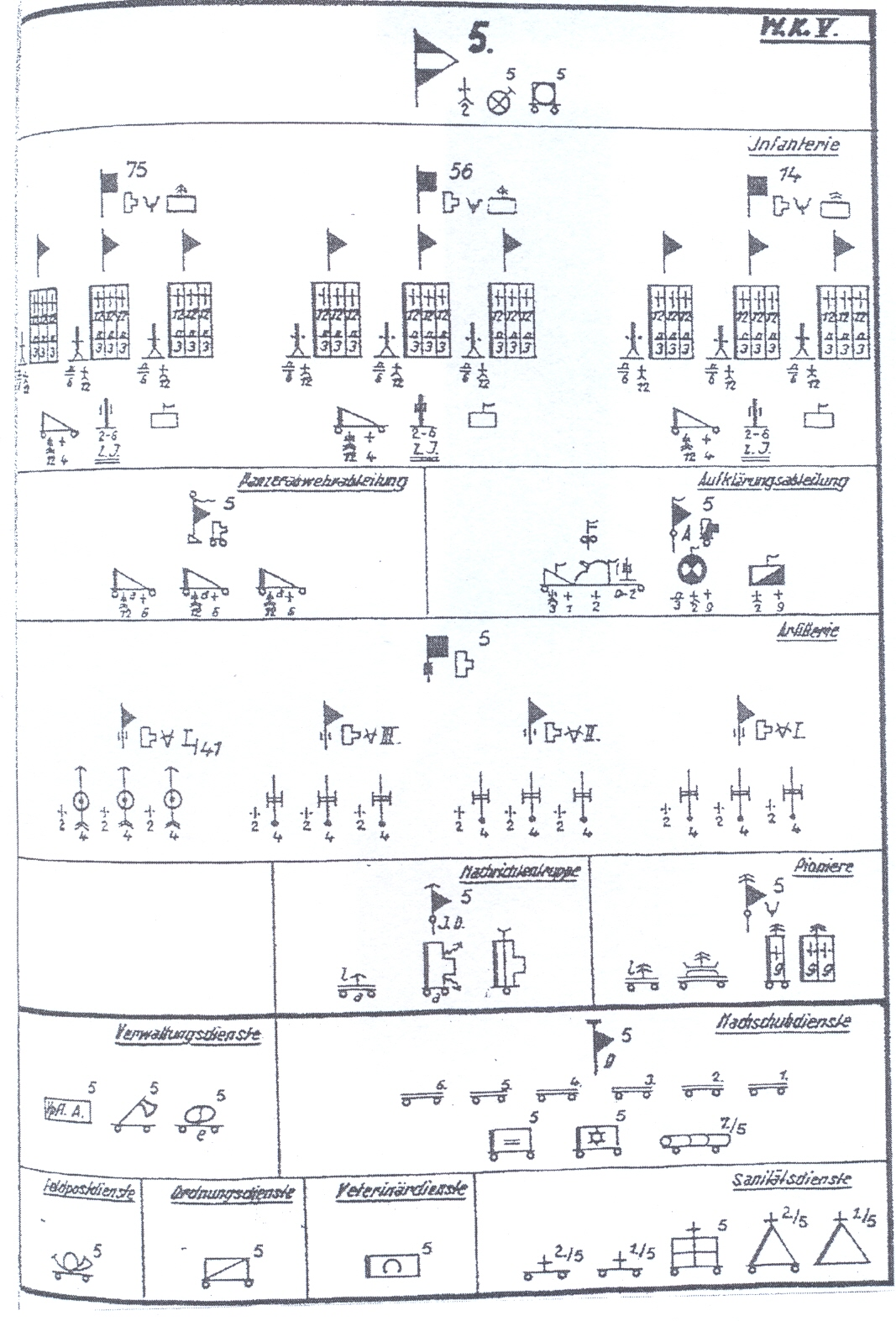
Gliederung einer Infanterie-Division der Wehrmacht der 5. Infanterie-Division der Wehrmacht 1940

Zu den bereits unterstellten Truppenteilen kamen dabei hinzu:
- I. Abteilung des Artillerie-Regiments 41,
- Divisionstruppen 5

- Aufklärungs-Abteilung 5 aus dem Kavallerie-Regiment 18, ab 1. März 1941 Radfahr-Abteilung 5, ab 1. April 1943 Aufklärungs-Abteilung 5
- Infanterie-Divisions-Nachschubführer 5, ab 1. November 1942 Kommandeur der Divisions-Nachschubtruppen 5, mit allen Truppenteilen

Als Ersatz-Truppenteile für die Division wurden im Wehrkreis V aufgestellt:
- am 27. August 1939 Feldersatz-Bataillon 5 in Ulm, am 22. Dezember 1939 abgegeben, am 20. März 1941 erneut aufgestellt (der Division unterstellt)
- unterstellt der 155. Division, ab 1. September 1940 der 165. Division, ab 1. Oktober 1942 der 465. Division

* am 27. August 1939 Infanterie-Ersatz-Bataillon 14, ab 10. April 1943 Grenadier-Ersatz- und Ausbildungs-Bataillon 14
* am 29. August 1939 Infanterie-Ersatz-Bataillon 56, ab Oktober 1941 Jäger-Ersatz-Bataillon 56
* am 26. August 1939 Infanterie-Ersatz-Bataillon 75, ab 20. Juli 1942 Jäger-Ersatz-Bataillon 75, am 16. April 1945 I. Bataillon Grenadier-Regiment 726
* am 26. August 1939 Artillerie-Ersatz-Abteilung 5 in Ulm als leichte Abteilung
Dezember 1941 als leichte Division

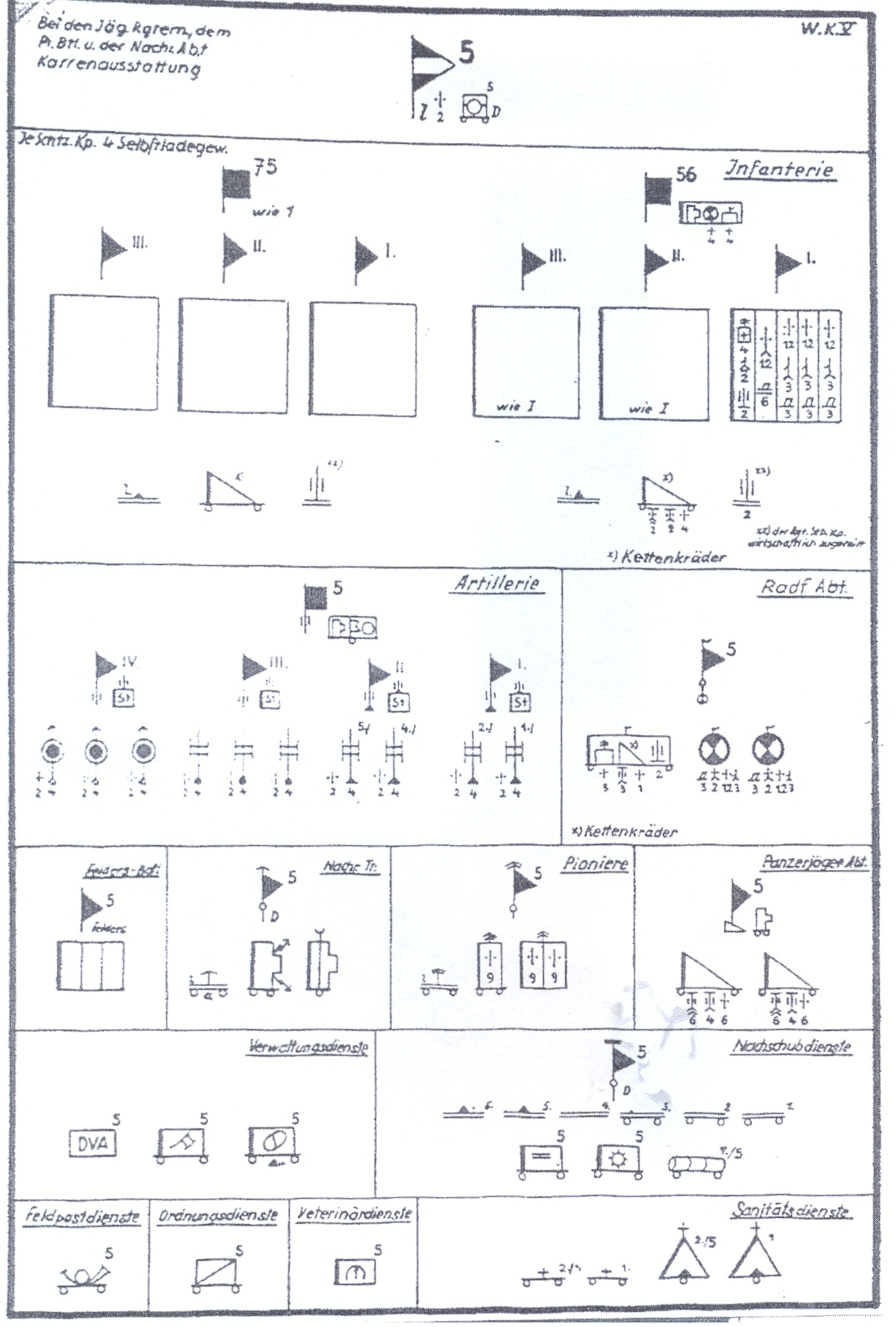
Gliederung der 5. Jg.Div der Wehrmacht 1942

- Jäger-Regiment 56 mit I. bis III. Bataillon (zuvor Infanterie-Regiment 56)
- Jäger-Regiment 75 mit I. bis III. Bataillon (zuvor Infanterie-Regiment 75)
- Artillerie-Regiment 5 mit I. bis IV. Abteilung
- Divisionstruppen 5

- Panzerjäger-Abteilung 5
- Radfahrabteilung 5 mit 1. und 2. Radfahr-Kompanie
- Pionier-Bataillon 5
- Nachrichten-Abteilung 5
- Infanterie-Divisions-Nachschubführer 5

1942 als Jäger-Division
- Jäger-Regiment 56 mit I. bis III. Bataillon
- Jäger-Regiment 75 mit I. bis III. Bataillon
- Artillerie-Regiment 5 mit I. bis IV. Abteilung
- Divisionstruppen 5

- Feldersatz-Bataillon 5
- Panzerjäger-Abteilung 5 mit Stab, 1. 3. Kompanie (motZ), ab 1943 1. Kompanie (motZ), 2. Kompanie (StuG), 3. Kompanie (Geb.Fla.)
- Radfahrabteilung 5, ab 1. April 1943 Aufklärungs-Abteilung 5 mit 1. bis 3. Radfahr-Kompanie, 4. schwerer Kompanie
- Pionier-Bataillon 5 mit Stab, 1. und 2. Kompanie (besp), 3. Radfahr-Kompanie, Brücken--Kolonne B (mot) 5, leichte Pionier-Kolonne 5
- Nachrichten-Abteilung 5 mit Stab, 1. Fernsprech-Kompanie (teilmot), 2. Funk-Kompanie (motorisiert), leichte Nachrichten-Kolonne
- Infanterie-Divisions-Nachschubführer 5, ab Kommandeur der Nachschubtruppen 5 mit 1. bis 3. kleine Kraftwagen-Kolonne (30t) 5, 4. bis 6. Fahr-Kolonne(besp) 5, 7. kleine Kraftwagen-Kolonne Betriebsstoff (25 m³) 5, Kraftwagen-Werkstatt-Kompanie (mot.) 5, Kraftwagen-Nachschub-Staffel 5, Nachschub-Kompanie 5, Bäckerei-Kompanie (mot.) 5, Schlächterei-Kompanie (mot.) 5, Verpflegungsamt 5, 1. und 2. Sanitäts-Kompanie (teilmot.), 1. und 2. Krankenkraftwagen-Zug 5, Feldlazarett (mot.) 5, Veterinär-Kompanie (mot.) 5, Feldpostamt (mot.) 5

### Abgaben
- Januar 1940 das Feldersatz-Bataillon 5 als III.Bataillon Inf.-Regt. 324 zur 163. Infanterie-Division
- Februar 1940 Stab und II. Bataillon Inf.-Regt. 56 an die 292. Infanterie-Division
- Oktober 1940 Stab Inf.-Regt. 14, III. Bataillon Inf.-Regt. 14, III. Bataillon Inf.-Regt 56 und III. Bataillon Inf.-Regt 75 an die 125. Infanterie-Division

Beide letztere Abgaben wurden wieder ersetzt.
- Dezember 1941 Inf.-Regt. 14 an die 78. Infanterie-Division

## Kommandeure
| Nr.                 | Name                                             | Beginn der Berufung | Ende der Berufung |
| ------------------- | ------------------------------------------------ | ------------------- | ----------------- |
| 1.                  | Generalmajor/Generalleutnant Eugen Hahn          | Aufstellung         | 10. August 1938   |
| 2.                  | Generalleutnant Wilhelm Fahrmbacher              | 15. August 1938     | 25. Oktober 1940  |
| 3.                  | Generalmajor/Generalleutnant Karl Allmendinger   | 25. Oktober 1940    | 4. Januar 1943    |
| Führer der Division | Oberst Walter Jost                               | Juni 1942           | Juli 1942         |
| Führer der Division | Oberst Hans von Rohr                             | Juli 1942           | August 1942       |
| 4.                  | Oberst/Generalmajor/Generalleutnant Helmut Thumm | 4. Januar 1943      | 16. August 1944   |
| Führer der Division | Oberst i. G. Johannes Gittner                    | 1. März 1944        | 1. Mai 1944       |
| 5.                  | Generalleutnant Friedrich Sixt                   | 17. August 1944     | 18. April 1945    |
| 6.                  | Generalleutnant Edmund Blaurock                  | 19. April 1945      | 03. Mai 1945      |

## Bekannte Divisionsangehörige
- Hermann Teske (1902–1983), war von 1960 bis 1965, als Oberarchivrat, Leiter des Militärarchivs beim Bundesarchiv.

## Verweise